# Polyortha magnifica
Polyortha magnifica es una especie de polilla de la familia Tortricidae. Se encuentra en Panamá.